# إرنست روثيج
إرنست روثيج (15 مارس 1906 – 1 يونيو 1969) هو مبارز بالسيف ألماني راحل، مثّل بلاده في الألعاب الأولمبية الصيفية 1936.

## روابط خارجية
إرنست روثيج على موقع أوليمبيديا (الإنجليزية)